# 塞貝什
45°57′34″N 23°33′59″E / 45.9595588°N 23.5663758°E

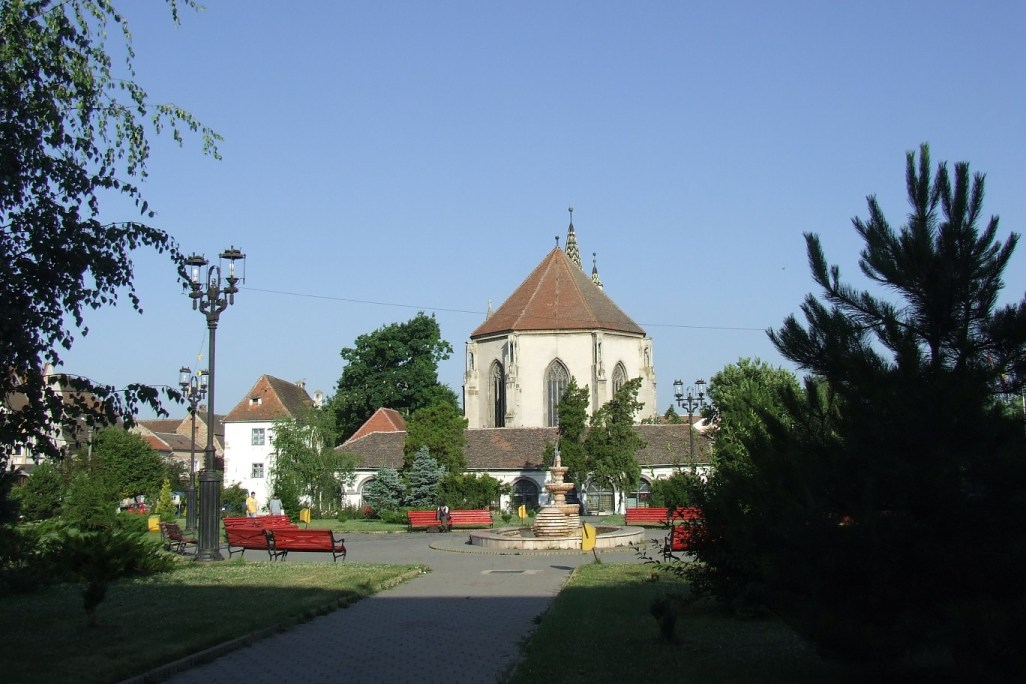

塞貝什是羅馬尼亞的城市，位於該國中部，距離首府阿爾巴尤利亞13公里，由阿爾巴縣負責管轄，面積115.54平方公里，海拔高度252米，2009年人口29,458，大多數居民信奉東正教。

## 外部連結
- Photos, new and old ones reflecting the Saxon influence and some landscape - BILDER （页面存档备份，存于）
- All about the city of Sebes. （页面存档备份，存于）